# Zegel van Californië

Het zegel van Californië

Het zegel van Californië werd goedgekeurd door de Constitutional Convention (stichtingsconventie) van de Amerikaanse staat Californië in 1849. Het werd herontworpen in 1937.
Op de zegel staan:
- Minerva, de Romeinse godin van de wijsheid
- De Californische grizzlybeer, het symbool van de staat, hij voedt zich met wijnstokken, die de Californische wijnproductie voorstelt
- Een graanschoof, dit staat voor de landbouw
- Een mijn, dit stelt de Californische goldrush en de mijnbouw voor
- Zeilschepen, deze vertegenwoordigen de economische kracht van de staat

De uitdrukking Eureka is het motto van de staat Californië.
De zegel staat ook op de vlag van de gouverneur van Californië.